# 우제연
우제연(본명: 오희준, 1996년 5월 8일 ~ )는 대한민국의 배우로, 과거 가수이자 그룹 크나큰의 멤버였다.

## 학력
- 서울공연예술고등학교 (졸업)
- 경희사이버대학교 (관광레저항공경영학)

## 출연 프로그램
| 연도   | 방송사 | 제목                  | 역할                 |
| ------ | ------ | --------------------- | -------------------- |
| 2022년 | MBC    | 팬레테를 보내주세요   | 직원 (3회 특별 출연) |
| 2023년 | tvN    | 미씽: 그들이 있었다 2 | 전대경 (1회, 4회)    |
| 2023년 | tvN    | 반짝이는 워터멜론     | 온지환 (조연)        |